# Водяницкий, Григорий Петрович
Григорий Петрович Водяницкий (13 апреля 1926 — 9 июля 2002) — советский хозяйственный, государственный и политический деятель, Герой Социалистического Труда.

## Биография
Родился в 1926 году в селе Великая Белозёрка. В 1941 году окончил 9 классов школы. Член КПСС.
Участник Великой Отечественной и советско-японской войн. В 1944 году мобилизован на службу в ряды Советской Армии, где находился до 1950 года. После увольнения со службы продолжил учёбу — теперь уже в вечерней школе рабочей молодежи, где получил среднее образование.
С 1952 года — на хозяйственной, общественной и политической работе. В 1952—1981 гг. — первый секретарь Великобелозёрского районного комитета комсомола, заведующий отделом партийной жизни в Великобелозёрской районной газете, секретарь, второй секретарь Михайловского районного комитета Компартии Украины, председатель исполнительного комитета Михайловского районного Совета депутатов трудящихся, первый секретарь Михайловского райкома Компартии Украины.
Указом Президиума Верховного Совета СССР от 22 декабря 1977 года присвоено звание Героя Социалистического Труда с вручением ордена Ленина и золотой медали «Серп и Молот».
Погиб в Запорожье в 2002 году.

## Награды
За трудовые и боевые успехи был удостоен:
- золотая звезда «Серп и Молот» (22.12.1977)
- два ордена Ленина (08.12.1973, 22.12.1977)
- Орден Октябрьской Революции (08.04.1971)
- Орден Отечественной войны II степени (11.03.1985)
- Орден Трудового Красного Знамени (30.04.1966)
- Медаль "За боевые заслуги" (27.08.1945)
- другие медали.